# У тилу ворога 2: Брати по зброї
У тилу ворога 2: Брати по зброї (рос. В тылу врага 2: Братья по оружию) — відеогра 2007 року в жанрі бойовику та стратегії в реальному часі, незалежне доповнення до гри У тилу ворога 2, розроблене українською студією Best Way та видане 1C 7 грудня 2007 року для платформи Microsoft Windows.

## Ігровий процес

### Місії

#### Радянська кампанія
1. Бойове хрещення (село Юдино, 11 листопада 1941 року). Дія починається в листопаді 1941 року в Ростовській області. Двоє головних героїв (молодші лейтенанти Олексій Кузнєцов і Віктор Смирнов) і кілька солдатів залишаються в живих після авіанальоту. Вони пробираються до селища Юдино, де за допомогою ремкомплекту ремонтують виведений з ладу танк КВ-1, вибивають німців із села, захоплюють прилеглу висоту і знищують настиглі до них колони дивізії «Вікінг», після чого повертаються до Ростова.
2. Евакуація (Ростов-на-Дону, 20 листопада 1941 року). Молодшим лейтенантам, які повернулися, доручають обороняти від німецьких військ завод «Ростсельмаш». В останні хвилини працівникам вдається закінчити навантаження, але під час відправки ешелону до Саратова Кузнєцов отримує контузію і потрапляє в полон до німців.
3. Військовополонений (село Синявське, 26 листопада 1941 року). Контуженого Кузнєцова німці привозять у село Синявське, де розташований вербувальний центр німецького гарнізону. Того ж дня в село приїжджає офіцер СС із портфелем, повним важливих документів. У цей момент відбувається наліт партизанів. Кузнєцов рятує червоноармійців, які потрапили в полон, викрадає портфель і біжить за лінію фронту, щоб передати знайдені матеріали контррозвідці.
4. За нами Москва! (Дєдовськ, Московська область, 8 грудня 1941 року). Віктор Смирнов із Саратова потрапляє до Москви, де йому доручено командування невеликою ділянкою фронту, яку він повинен захистити від наступаючих військ фельдмаршала фон Бока, а потім перейти в контратаку.
5. Штрафна рота (Ржевсько-Вяземський виступ, 20 березня 1942 року). Олексій Кузнєцов після допиту в СМЕРШ потрапляє до штрафної роти, яка починає наступ на село Ажево. Їм допомагають танки Т-26 і Т-34. Штрафники повинні взяти висоту «243» і відстояти її від німців, поки основні сили йдуть у прорив прилеглим шосе.
6. Останній рубіж (Севастополь, 18 червня 1942 року). Капітан Віктор Смирнов отримав бойовий наказ: утримати німців на оборонних лініях до повної евакуації жителів Севастополя.
7. За лінію фронту (Зеєловські висоти, 15 квітня 1945 року). У місії два друга-товариша - капітан Кузнєцов і майор Смирнов - зустрічаються в районі Зеєловських висот. Розвідгрупа Кузнєцова здійснює нічну диверсію, а вранці радянські війська починають штурм.
8. У гонитві за тінню (озеро Хайнерсдорф, Німеччина, 17 квітня 1945 року). Олексію Кузнєцову наказано знайти ворожого офіцера і викрасти документацію про проведене шпигунство і німецьку агентуру на території СРСР.
9. Летючий Голландець (острів Фальстер, Балтійське море, 18 квітня 1945 року). Олексій Кузнєцов із групою диверсантів, які висадилися неподалік від бази, захоплюють субмарину з цінним архівом.
10. Фінал (Москва, 1 травня — Берлін, 10 травня 1945 року). Полковник СМЕРШ заарештовує капітана, який працював на противника, а потім розмовляє з Кузнєцовим про документи з підводного човна. Наступна сцена: Берлін, 10 травня, друзі згадують війну і святкують перемогу під «Смуглянку».

#### Інші місії
- Переправа (за союзників) (Тілбург, 28 жовтня 1944 року). Загін американців переправляється через річку і закріплюється на фермі. Далі вони повинні знищити німців біля мосту через річку, після чого прибуває підкріплення і союзники повинні відбити гаубиці, з яких німці можуть зруйнувати міст. Після захоплення гаубиць прибувають ще підкріплення, і союзники вибивають німців із міста.
- Перехрестя (за СРСР) (с. Байдари, Крим, 16 квітня 1944 року). Загін радянських солдатів за підтримки танка має вибити німців із села (також за можливості зайняти сусідній пагорб) і закріпитися там. Після цього прибуває підкріплення, і їм потрібно відбити контратаку німців.
- Бій за Вернан (за Німеччину) (Вернан, 20 червня 1944 року). Німці повинні захистити місто Вернан від переважаючих сил союзників.
- Аеродром (за СРСР) (Смоленська область, 2 травня 1944 року). Загін росіян повинен знищити останній німецький аеродром у РРФСР. Вони повинні знищити чотири гармати і заховану мобільну зенітку, після чого прилітають бомбардувальники Іл-2 і бомблять аеродром. Також необхідно вибити німців із паливного складу. Після виконання всіх цих пунктів загін має відступити у вказане місце.
- Пастка (за Німеччину) (Франція, 21 липня 1944 року). Союзники в німецькій формі влаштовують німцям пастку і беруть їх у полон. Німецький загін, який спостерігає за цими подіями, повинен звільнити цих німців, полагодити пошкоджену Ягдпантеру і влаштувати засідку колоні союзників, яка скоро проїде.